# Danièle Hervieu-Léger
Danièle Hervieu-Léger (3 febbraio 1947) è una scrittrice e docente universitaria francese, specializzata in sociologia delle religioni ed esperta in storia delle religioni.
Le sue opere fanno riferimento al cristianesimo ed alle sette.

## Fonti
- Olivier Roy "Islam alla sfida della laicità".